# Orphula gracilicorne
Orphula gracilicorne är en insektsart som beskrevs av Bruner, L. 1910. Orphula gracilicorne ingår i släktet Orphula och familjen gräshoppor. Inga underarter finns listade i Catalogue of Life.